# Rodin (film)
Rodin je francouzsko-belgické filmové drama, které natočil režisér Jacques Doillon podle vlastního scénáře. Snímek pojednává o sochaři Augustu Rodinovi. Uveden byl 24. května 2017 na sedmdesátém ročníku Filmového festivalu v Cannes. Hlavní roli v něm hraje Vincent Lindon, roli jeho asistenky a následně i milenky Camille Claudel hraje Izïa Higelin a v dalších rolích se zde představili například Séverine Caneele, Pauline Cousty, Magdalena Malina, ale také režisérka Patricia Mazuyová. Hudbu k filmu složil Philippe Sarde.